# Alejandro Furia
Alejandro David Furia Cabral est un footballeur uruguayen né le 15 mars 1994. Il évolue au poste de défenseur à Peñarol.

## Palmarès

### En équipe nationale
- Équipe d'Uruguay des moins de 17 ans
  - Finaliste de la Coupe du monde des moins de 17 ans en 2011